# AMX
Az AMX (A Brazil Légierőben A–1) negyedik generációs, szubszonikus, könnyű vadászbombázó repülőgép, melyet nemzetközi kooperációban Olaszország és Brazília közösen fejlesztett ki az 1980-as évek végére. Az Olasz Légierőben a G.91 Ginát váltotta le. A viszonylag kis mennyiségben legyártott repülőgépet nem exportálták, a gyártó országokban napjainkban is hadrendben áll. A főként közvetlen légitámogató és felderítő bevetésekre tervezett típussal olasz részről 252 bevetést repültek az Allied Force hadműveletben Koszovó felett, veszteség nélkül.

## Korszerűsítési programok

### Brazília
- Brazil Légierő

2004 augusztusában a Brazil Légierő és az Embraer szándéknyilatkozatot írt alá 53 db gép (43 db együléses A–1A és 10 db kétüléses A–1B) korszerűsítésére. A programot az Embraer önállóan végzi. Fedélzeti rendszereik nagyfokú azonosságot fognak mutatni a már korszerűsített F–5BR és a Super Tucano típusokkal. Az első gép 2007. augusztus 31-én érkezett az Embraer üzemébe. A modernizált gépek típusjele A–1AM-re és A–1BM-re fog változni. Az MLU-n átesett gépeket még húsz évig kívánják üzemeltetni.

### Olaszország
- Olasz Légierő

2005 februárjában az Olasz Légierő és az Alenia Aeronautica (korábban Aeritalia-Aermacchi) szintén szándéknyilatkozatot írt alá 52 db olasz AMX modernizálására (42 db együléses és 10 db kétüléses). Új avionikai, navigációs (inerciális/műholdas INS/GPS) és kommunikációs rendszerek kerülnek beépítésre, továbbá ellátják még új IFF-rendszerrel, modern kabinbelsővel és precíziós csapásmérésre (JDAM) is alkalmassá teszik az átalakított gépeket. A tesztrepülőgépet bemutatták a 2005-ös Le Bourget-i légiszalonon is, első repülése 2005 szeptemberében történt. A nem modernizált példányokat 2009-ben kivonják, a többit az F–35 hadrendbe állásáig tartják szolgálatban.